# Aconaemys porteri
Aconaemys porteri är en gnagare i familjen buskråttor som förekommer i Sydamerika. Enligt genetiska undersökningar är den en ursprunglig art i släktet Aconaemys och de andra två släktmedlemmar är systerarter.
Arten når en kroppslängd (huvud och bål) av 148 till 192 mm, en svanslängd av 68 till 85 mm och en vikt av 105 till 160 g. Den har 30 till 37 mm långa bakfötter och 20 till 22 mm stora öron. Ovansidan är täckt av lång mörkbrun päls och på undersidan finns ljusare rödaktig päls. Svansen är tydlig tvåfärgad. Förutom de yttre könsdelarna finns inga synliga skillnader mellan honor och hannar.
Utbredningsområdet ligger i Anderna i centrala Chile och i angränsande regioner av Argentina. Aconaemys porteri lever i öppna bokskogar (vanligen Nothofagus dombeyi) med bambu som undervegetation. Utbredningsområdet ligger 900 till 2000 meter över havet.
Flera individer delar ett underjordiskt tunnelsystem och de kan vara aktiva på dagen eller på natten. Varningslätet kan bara uppfattas av människor med särskild god hörsel. Denna gnagare äter bambu och kanske andra växter. En hona var i oktober dräktig med tre ungar. I fångenskap var aggressioner mellan olika släktmedlemmar sällsynta.
IUCN listar arten med kunskapsbrist (DD).